# Meknassy Sport
Le Meknassy Sport (arabe : مكناسي الرياضية) est un club tunisien de handball féminin basé à Meknassy.